# Тайный покупатель
Та́йный покупа́тель (от англ. mystery shopper, secret shopper, linkonet, также мнимый покупа́тель) — метод исследования, который применяется как в рамках маркетингового исследования, направленного на оценку потребительского опыта, полученного клиентом в процессе приобретения товара или услуги, так и с целью решения организационных задач, например, измерения уровня соблюдения стандартов обслуживания клиентов сотрудниками организации.
Для сбора информации используются специально подготовленные люди (тайные покупатели), осуществляющие проверки под видом потенциальных/реальных клиентов и детально рассказывающие о результатах проверок. Цели исследования влияют на уровень требований к тайным покупателям. В большинстве случаев участие в исследованиях «тайный покупатель» не должно быть единственным источником заработка для этих людей.
Существуют различные термины для обозначения метода mystery shopping на русском языке: тайный покупатель, мнимый покупатель, мистери шоппинг, тайный клиент, секретный покупатель, скрытый покупатель, контрольный клиент, анонимный покупатель, аудит служб заказчика и другие. Наибольшее распространение на российском рынке получили термины тайный покупатель, таинственный покупатель, тайный гость.

## Организация исследования

### Цели исследования
В отличие от контрольной закупки, применявшейся в СССР сотрудниками ОБХСС, данные, полученные в результате проверок тайных покупателей, используются для улучшения качества обслуживания и повышения показателей удовлетворённости клиентов проверяемой организации, для повышения профессионализма работы сотрудников, а также как часть проверки финансовой отчетности торговых точек.
Исследование «тайный покупатель» может применяться для оценки системы обучения и мотивации персонала; в рамках программ повышения привязанности потребителя к совокупному образу компании и к поставляемому ей на рынок товару или услуге; для оценки использования подручных рекламных материалов; в целях анализа качества работы конкурентов; для стимулирования сбыта продукции; для оценки качества обработки заявок с сайта или телефонных операторов.
В ходе оценки качества сервиса методом «тайный покупатель» оценивается, прежде всего, соблюдение стандартов компании, в торговых точках которой проходят проверки. Тайный покупатель не должен являться методом конкурентной разведки: проведение должно проходить по сценариям, которые не наносят вреда коммерческой деятельности проверяемых организаций.

### Параметры исследования
Исследование «тайный покупатель» можно проводить самостоятельно или передать на основании договора другой организации, то есть привлечь к работе профессионального поставщика услуг. Бюджет исследования и объём связанной с ним работы зависят от нескольких показателей:
- количество торговых точек, участвующих в исследовании,
- количество проверок одной точки,
- профиль тайного покупателя,
- ротация тайных покупателей,
- наличие покупки,
- документация (анкета и иные документы, необходимые для проведения исследования),
- содержание анкеты,
- количество отчётов (объём, периодичность) и другое.

### Объекты исследования
Проверки тайным покупателем могут осуществляться не только посредством визитов на проверяемые объекты, но и посредством телефонных звонков, обращений по электронной почте и т. д. в зависимости от проверяемых процедур обслуживания. В качестве объектов исследования выступают продавцы и консультанты в торговых точках, телефонные менеджеры и консультанты, online-консультанты на сайте (использующие мгновенный обмен сообщениями, голосовую и видеосвязь), менеджеры, обрабатывающие заявки по электронной почте и через форму заказа на сайте.

### Критерии оценки
В рамках проверок могут оцениваться следующие параметры:
- соблюдение сотрудниками норм этикета (приветливость, доброжелательность и т. п.);
- дисциплина;
- внешний вид сотрудников и соответствие фирменному стилю компании;
- выполнение сотрудниками стандартов работы;
- чистота и порядок в помещении и на рабочих местах сотрудников;
- навыки работы с клиентом,
- скорость обслуживания;
- вспомогательные и рекламные материалы и др.[2]

В ходе проверок также может оцениваться знание продукта и навыки продаж. Тем не менее, необходимо понимать, что данный метод не заменяет, а является дополнительным к другим процедурам оценки деятельности персонала, таким, как аттестации, экспертные оценки, тестирование, наблюдение и т. п.

### Дополнительные возможности при проверках
Контрольная покупка. В ходе проверки может совершаться контрольная покупка. В этом случае дополнительным документом, позволяющим контролировать работу тайного покупателя, является кассовый чек.
Диктофонная запись разговора. В ряде случаев, когда визит тайного покупателя проводится лично или по телефону, с целью последующего анализа используется диктофонная запись общения с проверяемым сотрудником. Запись применяется при оценке сотрудников в сегменте дорогих товаров с целью проведения последующего индивидуального обучения сотрудника и коррекции навыков его работы с клиентом. В данном случае сотрудник, в отношении которого совершалась проверка, будет ознакомлен с записями.
Диктофонная запись не может являться инструментом контроля таинственного клиента, так как она раскрывает личность сотрудника и личность тайного покупателя.
Также дополнительно к отчету тайного покупателя могут прилагаться фотографии. Снимки делаются по заранее согласованному сценарию.

### Системы отчётности, сбора и анализа данных
Для организации сбора и обработки информации в ходе таких исследований крупные компании используют специализированные системы онлайн-отчётности, которые позволяют им повысить качество информации, снизив человеческий фактор, автоматизировать рутинную работу по обработке и сведе́нию большого массива данных, полученных с полей. Как правило, тайный покупатель имеет доступ к такой программе: при помощи интернета и браузера — он заносит собранную информацию и подаёт отчёты онлайн. Менеджеры и клиенты сразу видят поступившую информацию и могут её анализировать.
Современные системы оснащены функционалом построения аналитических графиков и таблиц прямо в программе онлайн-отчётности, что значительно упрощает метод анализа данных и сокращает время. Как правило, такие системы позволяют контролировать тайных покупателей, получать фотоотчёты и отчётные формы, автоматизировать рутинную работу по сведению данных из разных регионов, повысить качество передаваемой из полей информации, снять нагрузку с менеджеров проектов, сделать прозрачным взаимодействие между клиентом и агентством и повысить доверие.
Первоначально вся отчётность в проектах делалась вручную при помощи электронных таблиц, но вскоре появились специализированные программные продукты (онлайн-системы), которые стали доступны для любого типа компаний вне зависимости от размера.

## Этика
Нормы, стандарты и этика проведения исследований «тайный покупатель» разрабатываются и регламентируются Международной ассоциацией провайдеров услуг «тайный покупатель» (MSPA) и независимыми компаниями, сотрудники проверяемых объектов должны быть заранее предупреждены о том, что в течение определённого периода их будут периодически проверять тайные покупатели, а результаты проверок «тайный покупатель» не должны служить основанием для наказания и увольнения сотрудников.
В РФ деятельность провайдеров услуги «тайный покупатель» фактически ничем не регламентирована. MSPA не имеет действенных механизмов контроля качества предоставляемых услуг на территории РФ и СНГ, поэтому на Российском рынке пользователям услуги «тайный покупатель» приходится самостоятельно проверять качество услуг, как правило, ориентируясь на рекомендации коллег, посредством проведения конкурсов при выборе подрядчика, проверяя, является ли компания-подрядчик членом MSPA.